# Île de Chalonnes
 (avril 2022).
Si vous disposez d'ouvrages ou d'articles de référence ou si vous connaissez des sites web de qualité traitant du thème abordé ici, merci de compléter l'article en donnant les références utiles à sa vérifiabilité et en les liant à la section « Notes et références ».
L’île de Chalonnes est une île fluviale située dans le cours de la Loire, à Chalonnes-sur-Loire en Maine-et-Loire et dans la région Pays de la Loire en France.

## Présentation
L'île de Chalonnes-sur-Loire mesure environ 8 km de longueur et 2,5 km de largeur.

## Accès
L’île de Chalonnes est directement desservie par trois ponts et indirectement (via l’île Touchais) par un quatrième. 

Deux la relient à la rive gauche (sud) de la Loire : 
- à l’ouest de l’île, le pont René-Trottier, île de Chalonnes - Montjean-sur-Loire ;
- à l’est de l’île, plus en amont, le pont de Chalonnes-sur-Loire, île de Chalonnes - Chalonnes-sur-Loire.

Elle est reliée à l’île Touchais, située plus au nord, par le pont de Cordez qui enjambe la boire de Cordé, un bras-mort de la Loire séparant les deux îles.
Le quatrième pont, le pont du Grand Bras, Saint-Georges-sur-Loire - île Touchais, permet de rejoindre la rive droite (nord) de la Loire.
La route D961 est la seule voie traversant l’île de part en part : suivant un axe rectiligne, nord-est/sud-ouest qu’elle suit depuis la rive droite (nord) de la Loire à Saint-Georges-sur-Loire, pour gagner la rive gauche (sud) à Chalonnes-sur-Loire, elle franchit sur cette section, successivement, le pont du Grand Bras, l’île Touchais, le pont de Cordez, l’île de Chalonnes et le pont de Chalonnes-sur-Loire. Sur l’île de Chalonnes, un réseau de voies locales connecté à la D961 et, à l’autre extrémité de l’île, le pont René-Trottier, en dessert les différents lieux-dits.

## Lieux remarquables
La soulouze, présence d'une plaque à la mémoire de Pierre Nédelec, Julien Ferté et Roger Perez-Moreyra. Trois combattants des Forces françaises de l'Intérieur (FFI) tués par l'occupant allemand dans l'île de Chalonnes au lieu-dit la Soulouze le 26 août 1944.
La société de la Basse-île, créée en 1878 est un lieu d'échange et de partage ou est pratiqué la boule de sable, un jeu typiquement ligérien. L'association organise également des évènements culturels et conviviaux.